# Večeras vas zabavljaju muzičari koji piju
Večeras vas zabavljaju muzičari koji piju peti je studijski album srpskog rock/hard rock sastava Riblja čorba. Objavljen je 1984. u izdanju diskografske kuće Jugoton.

## Popis pjesama
| Br. | Skladba                     | Trajanje |
| --- | --------------------------- | -------- |
| 1.  | »Kazablanka«                |          |
| 2.  | »Muzičari koji piju«        |          |
| 3.  | »Mangupi vam kvare dete«    |          |
| 4.  | »Džukele će me dokusuriti«  |          |
| 5.  | »Nemoj da kažeš mome dečku« |          |
| 6.  | »Gluposti«                  |          |
| 7.  | »Priča o žiki živcu«        |          |
| 8.  | »Besni psi«                 |          |
| 9.  | »Kad hodaš«                 |          |
| 10. | »Minut ćutanja«             |          |
| 11. | »Ravnodušan prema plaču«    |          |